# Pramedžiava
Pramedžiava – wieś na Litwie, w okręgu kowieńskim, w rejonie rosieńskim, 24 km na południowy wschód od Rosieni. Według danych z 2011 roku wieś zamieszkiwało 281 osób. Przez wieś przepływa rzeka Bebirva. We wsi znajduje się punkt medyczny, dom kultury i biblioteka.
Pierwsze wzmianki o wsi pochodzą z 1505.